# Bogucin (Kozienice)
Pour les articles homonymes, voir Bogucin.
Bogucin (prononciation : [bɔˈɡut͡ɕin]) est un village polonais de la gmina de Garbatka-Letnisko dans le powiat de Kozienice de la voïvodie de Mazovie dans le centre-est de la Pologne.
Il se situe à environ 5 kilomètres à l'ouest de Garbatka-Letnisko (siège de la gmina), 9 kilomètres au sud de Kozienice (siège du powiat) et à 89 kilomètres au sud de Varsovie (capitale de la Pologne).
Le village possède approximativement une population de 295 habitants en 2003.

## Histoire
De 1975 à 1998, le village appartenait administrativement à la voïvodie de Radom.